# Granite Island (ö i Australien, Western Australia)
Granite Island är en ö i Australien. Den ligger i delstaten Western Australia, omkring 2 000 kilometer nordost om delstatshuvudstaden Perth.
I omgivningarna runt Granite Island växer huvudsakligen savannskog. Trakten runt Granite Island är nära nog obefolkad, med mindre än två invånare per kvadratkilometer. Savannklimat råder i trakten. Genomsnittlig årsnederbörd är 1 896 millimeter. Den regnigaste månaden är februari, med i genomsnitt 493 mm nederbörd, och den torraste är augusti, med 1 mm nederbörd.